# Улица Академика Булаховского
У́лица Акаде́мика Булахо́вского — улица в Святошинском районе города Киева, местности Беличи, Новобеличи. Пролегает от проспекта Академика Палладина до улицы Генерала Наумова.
К улице Булаховского примыкают улицы Бучанская, Патриарха Владимира Романюка, Подлесная, Осенняя, Анны Ярославны, Владимира Дурдуковского, переулки Виктора Дубровского и Раисы Букиной

## История
Улица Булаховского возникла в 1960-е годы под названием Новая. Современное название — с 1965 года, в честь советского лингвиста Леонида Булаховского. В середине 1970-х годов продлена до существующих границ.

## Учреждения
- Ясли-сад № 587 (дом. № 32-А)
- Ясли-сад № 615 (дом. № 38-А)
- Вечерняя общеобразовательная школа № 7 (дом. № 28-А)
- Институт технической теплофизики НАН Украины, отделение тепломасообменных процессов и устройств (дом. № 2)

## Галерея
- У пересечения с Подлесной улицей